# Tickled
Tickled is een Nieuw-Zeelandse documentaire uit 2016 die geregisseerd werd door David Farrier en Dylan Reeve. De film onderzoekt de mysterieuze organisatie achter een online kietelcompetitie.

## Inhoud
De Nieuw-Zeelandse journalist David Farrier en mede-regisseur Dylan Reeve begonnen in 2014 aan de productie van Tickled. Farrier ontdekte op het internet een intrigerende kietelcompetitie die georganiseerd werd door de Amerikaanse organisatie Jane O'Brien Media. Toen hij het bedrijf contacteerde om een kort filmpje te maken over de competitie kreeg de homoseksuele journalist een opvallend negatieve en homofobe reactie van Jane O'Brien Media terug. Als een gevolg besloot hij te onderzoeken wie er achter de mysterieuze organisatie zit.

## Release
De film ging op 24 januari 2016 in première op het Sundance Film Festival en werd er ook genomineerd voor de juryprijs. Nadien werden de distributierechten verkocht aan Magnolia Pictures en HBO.